# Euphorbia eriantha
Euphorbia eriantha es una especie fanerógama perteneciente a la familia de las euforbiáceas. 

## Distribución
Es nativa de los desiertos del norte de México y el suroeste de los Estados Unidos desde California a Texas. 

## Descripción
Es una hierba anual que alcanza los 15 a 50 centímetros de altura.  Las hojas son largas, estrechas, y a veces con escasos pelos, con 2 a 7 centímetros de largo. El follaje puede ser de color oscuro, de verde a morado o rojizo.  La inflorescencia aparece en la punta de las ramas y contiene flores que son sólo de unos pocos milímetros de ancho.  El fruto es una oblonga pelota en forma de cápsula de medio centímetro de largo, con manchas de color gris y negro.

## Taxonomía
Euphorbia eriantha fue descrita por George Bentham y publicado en The Botany of the Voyage of H.M.S. Sulphur 51. 1844.
Sinonimia
- Poinsettia eriantha (Benth.) Rose & Standl. (1912).
- Euphorbia exclusa S.Watson (1882).[2][3]

Etimología
Euphorbia: nombre genérico que deriva del médico griego del rey Juba II de Mauritania (52 a 50 a. C. - 23), Euphorbus, en su honor – o en alusión a su gran vientre –  ya que usaba médicamente Euphorbia resinifera. En 1753 Carlos Linneo asignó el nombre a todo el género.
eriantha: epíteto latino que significa "flor lanuda".

## Nombre común
- Castellano: euforbio escarabajo